# Richard Ayoade
Richard Ayoade (* 23. května 1977, Whipps Cross, Londýn) je anglický komik, herec, scenárista a režisér. Jeho otec pochází z Nigérie a jeho matka z Norska.
Studoval v Ipswichi v Suffolku a potom začal studovat práva na St Catharine’s College v Cambridgi, kde se také stal prezidentem prestižního dramatického klubu Footlights Club.

## Garth Marenghi
S Matthew Holnessem spolupracoval jako scenárista na jevištní show Garth Marenghi’s Fright Knight, díky které se objevil v show na festivalu Edinburgh Fringe v roce 2000. Zde byl nominován na cenu Perrier Award. V roce 2001 obdržel cenu Perrier Comedy Award za komediální horor Garth Marenghi’s Netherhead, který napsal spolu s Mathewem Holnessem a ve kterém si také zahrál.
V roce 2004 Ayoade a Holness přenesli postavu Marenghiho na televizní obrazovky v podobě hororového komediálního seriálu Garth Marenghi's Darkplace. Kromě nich si zde zahrál i Graham Linehan, populární britský scenárista a režisér „britcomů“ (z nejznámějších např. Black Books nebo The IT Crowd). Ayoade režíroval a také vystupoval jako Dean Learner, Garthův vydavatel, který hraje Thorntona Reeda, správce táborové nemocnice.
Jeho postava v Darkplace, Dean Learner, byla v roce 2006 exhumována, aby hostovala v komediální chat show Man to Man with Dean Learner na Channel 4. Různé hosty hrál každý týden Holness.

## The Mighty Boosh
Zahrál si také v originálním seriálu Juliana Barratta a Noela Fieldinga The Mighty Boosh. Byl vybrán pro roli nebezpečného padoucha jménem Dixon Bainbridge, ale měl v té době podepsán kontrakt s Channel 4 a stihl si zahrát jenom v pilotním díle. Tuto roli si pak vzal herec Matt Berry, kolega z Garth Marenghi's Darkplace. Od té doby se objevil v jedné epizodě druhé série v roli agresivního šamana jménem Saboo.
Ve spolupráci pokračoval s The Mighty Boosh v třetí řadě, kde si zahrál textového editora a také opakoval svou roli šamana Saboo ve dvou epizodách, Eels a The Strange Tale of the Crack Fox.

## The IT Crowd
V poslední době se stal nejpopulárnější tváří v Británii díky své roli technicky brilantního, ale sociálně nešikovného zaměstnance Reynholm Industries jménem Maurice Moss v seriálu stanice Channel 4 The IT Crowd (2006–7), který běžel ve čtyřech řadách. Svoji roli se chystá převést i do americké verze seriálu.

## Submarine
V roce 2010 představil Ayoade svůj filmový režisérský debut Submarine (česky uvedeno jako Jmenuji se Oliver Tate), adaptaci stejnojmenného románu z roku 2008, spisovatele Joea Dunthorna. Hlavní postavy ztvárnili nováčci Craig Roberts a Yasmin Paige se Sally Hawkins a Paddy Considine. Film měl premiéru na 35. Torontském filmovém festivalu v září 2010 a v roce 2011 získal cenu London Awards v kategorii Art and Performance. Ayoade byl také nominován na cenu BAFTA v kategorii Výjimečný debut anglického spisovatele, režiséra nebo producenta v rámci 65. ročníku udělování filmových cen britské akademie.

## Další práce
V roce 2005 si zahrál roli Neda Smankse v seriálu Nathan Barley Chrise Morisse a Charlieho Brookera. Ayoade si zahrál také v americkém komediálním filmu The Watch (2012), po boku producenta filmu Submarine Bena Stillera.
Působí také jako režisér. Kromě filmu Submarine spolupracoval jako scenárista i herec v AD/BC: A Rock Opera a objevil se na T4.
Režíroval klip songu „Fluorescent Adolescent“ kapely Arctic Monkeys i klip „Run Away“ velšské rockové kapely Super Furry Animals, kde obsadil do hlavní role Matta Berryho.

## Filmografie

### Televize
| Rok         | Název                                | Role                         | Poznámky                                   |
| ----------- | ------------------------------------ | ---------------------------- | ------------------------------------------ |
| 2003–2007   | The Mighty Boosh                     | Saboo                        | 5 epizod Autor 1 epizody                   |
| 2004        | Garth Marenghi's Darkplace           | Dean Learner / Thornton Reed | 6 epizod Autor, režisér                    |
| 2005        | Nathan Barley                        | Ned Smanks                   | 6 epizod                                   |
| 2005        | 2004: The Stupid Version             | Sám sebe                     |                                            |
| 2006        | Man to Man with Dean Learner         | Dean Learner                 | 6 epizod Autor, režisér, výkonný producent |
| 2006        | Time Trumpet                         | Sám sebe                     | 6 epizod                                   |
| 2006        | Snuff Box                            | Music show host              | 2 epizody                                  |
| 2006–2011   | The IT Crowd                         | Maurice Moss                 | 24 epizod                                  |
| 2007        | The Big Fat Anniversary Quiz         | Sám sebe                     |                                            |
| 2011        | Community                            | Režisér 1 epizody            | Critical Film Studies                      |
| 2012        | Noel Fielding's Luxury Comedy        | City gent                    | 3 epizody                                  |
| 2012        | Full English                         | Edgar                        | Pouze hlas                                 |
| 2013–dnešek | Strange Hill High                    | Templeton (hlas)             | 26 epizod (animovaný program pro děti)     |
| 2013–dnešek | Gadget Man                           | Průvodce                     | 19 epizod                                  |
| 2013        | Was It Something I Said? (TV seriál) | Sám sebe                     | 8 epizod                                   |
| 2015        | Travel Man                           | Průvodce                     | 4 epizody                                  |
| 2015        | The Vicar of Dibley                  | Bernard                      | Epizoda: "The Bishop of Dibley"            |

### Film
| Rok  | Název                               | Role              | Poznámky       |
| ---- | ----------------------------------- | ----------------- | -------------- |
| 2003 | Hello Friend                        | Computer man      | Krátký film    |
| 2004 | The Life and Death of Peter Sellers | Svatební fotograf |                |
| 2004 | AD/BC: A Rock Opera                 | Joseph            | Autor, režisér |
| 2005 | Festival                            | Dwight Swan       |                |
| 2009 | Bunny and the Bull                  | Kurátor muzea     |                |
| 2011 | Submarine                           |                   | Autor, režisér |
| 2012 | The Watch                           | Jamarcus          |                |
| 2013 | The Double                          |                   | Autor, režisér |
| 2014 | The Boxtrolls                       | Mr. Pickles       | Hlas           |

### Další
| Rok  | Název         | Role    | Poznámky                                     |
| ---- | ------------- | ------- | -------------------------------------------- |
| 2008 | At the Apollo | Režisér | Film o živém koncertu skupiny Arctic Monkeys |
| 2011 | Crooked Man   | Režisér | Film o stand-up turné Tommyho Tiernana       |

## Osobní život
Měří 188 cm.
8. září 2007 se oženil s anglickou herečkou Lydií Foxovou (dcera herce Jamese Foxe a sestra Laurence Foxe, známého rolí seržanta Hathaway v seriálu Vraždy v Oxfordu).